# Ключ 71
| 无                     | 无           | 无           |
| ---------------------- | ------------ | ------------ |
| 70                     | 71           | 72           |
| Піньінь:               | wú, mó       | wú, mó       |
| Чжуїнь:                | ㄨˊ          | ㄨˊ          |
| Вейд-Джайлз:           | wu2 mou2     | wu2 mou2     |
| Ютпхін:                | mou4         | mou4         |
| Он:                    |              |              |
| Кун:                   |              |              |
| Кандзі:                | 无繞 munyō   | 无繞 munyō   |
| Хун:                   | 없을 eopseul | 없을 eopseul |
| Им:                    | 무 mu        | 무 mu        |
| Індекс у Вікісловнику: | 无           | 无           |

Ключ 70 — ієрогліфічний ключ, що означає заперечення і є одним із 34 (загалом існує 214) ключів Кансі, що складаються з чотирьох рисок.
У Словнику Кансі 12 символів із 40 030 використовують цей ключ.

## Символи, що використовують ключ 71

Як писати ієрогліф.

| без додаткових | 无 旡 |
| 5 додаткових   | 既    |
| 7 додаткових   | 旣    |
| 9 додаткових   | 旤    |